# 장기 기성전
장기 기성전(將棋 棋聖戰)은 2005년에 시작된 장기 기전이다. 브레인TV에서 방영되는 방송 프로그램이기도 하다.

## 제1회 장기 기성전(2005)
- 우승 - 김동학
- 준우승 - 송종일
- 3위 - 공현선

## 제2회 장기 기성전(2011)
- 우승 - 김경중
- 준우승 - 하성호